# 馮氏宗祠 (陽西縣)
冯氏宗祠，位于中国广东省阳江市阳西县，为阳江市阳西县的一个县级文物保护单位，类型为古建筑，公布时间为2002年。
冯氏宗祠的历史年代为清乾隆。